# Management baladeur

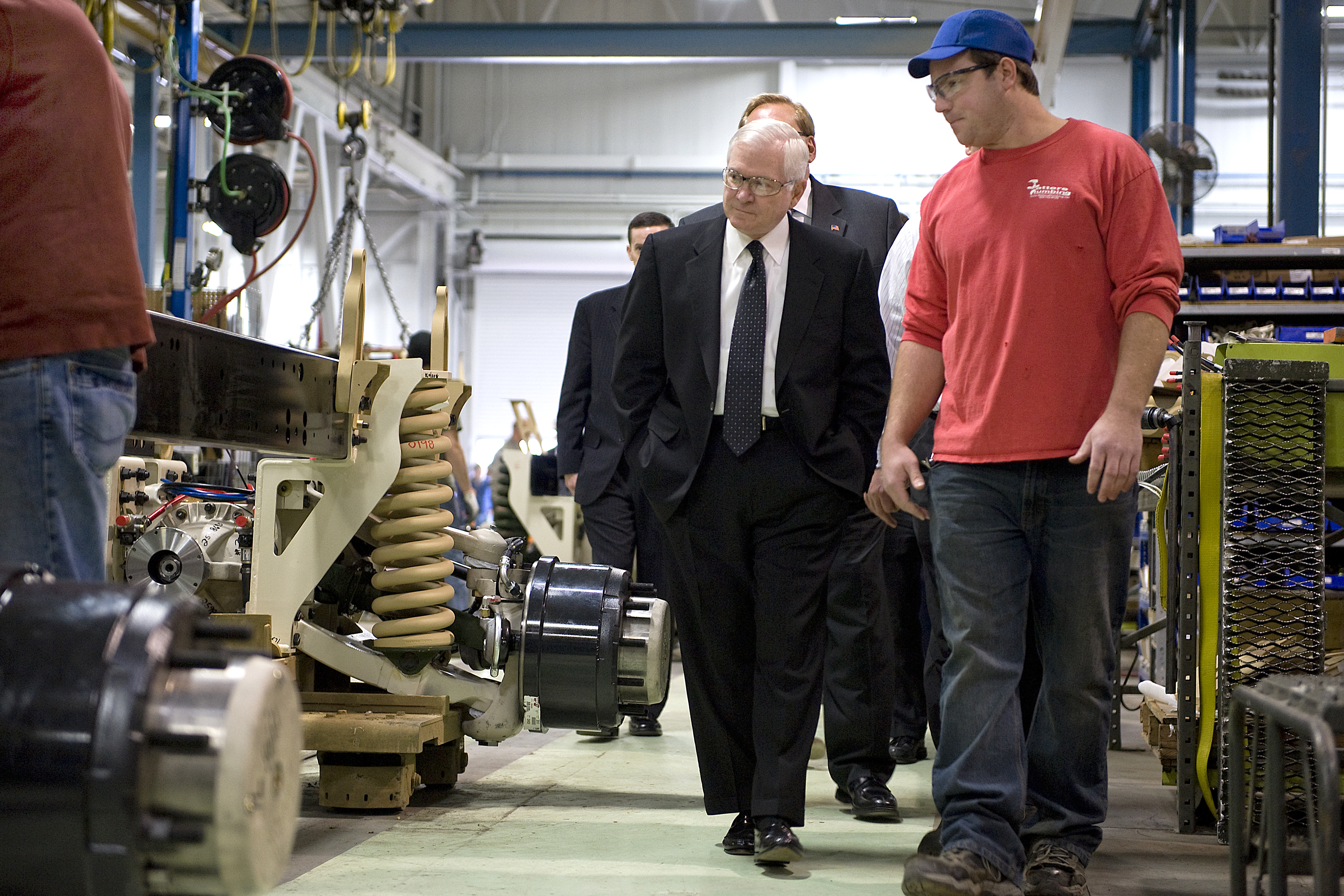
Un manageur baladeur en visite dans une entreprise

Le management baladeur — le plus souvent abrégé en américain en MBWA, « Management by wandering around », dit aussi « Roving leadership » — est, pour un dirigeant, un style de management consistant à se promener de façon informelle au sein de l'entreprise.
Le terme a également été utilisé dans l'ouvrage Le Prix de l'excellence, des consultants en management Tom Peters et Robert H. Waterman Jr..